# Gonomyia (Leiponeura) dissimilis
Gonomyia (Leiponeura) dissimilis is een tweevleugelige uit de familie steltmuggen (Limoniidae). De soort komt voor in het Oriëntaals gebied.